# Ventieldop

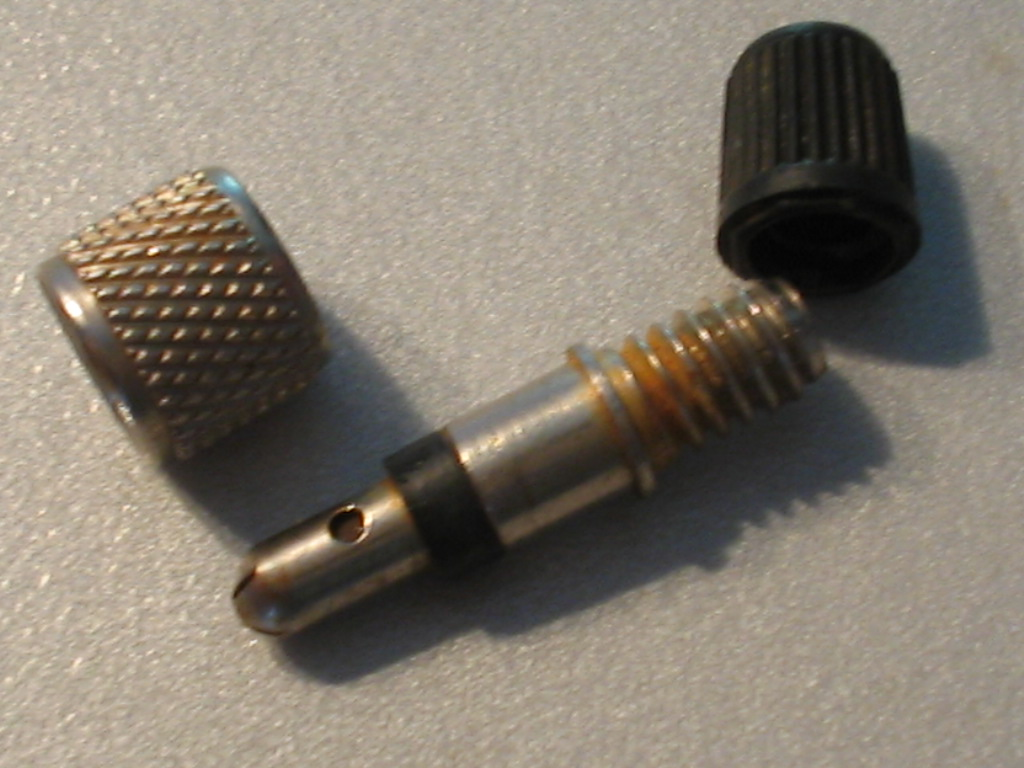
Een modern fietsventiel met rechtsboven een zwarte ventieldop

Een ventieldop zit op een ventiel van een luchtband gedraaid, bijvoorbeeld een fiets- of een autoband. 
Het doel van de ventieldop is om vuil uit het ventiel te weren, niet om de band op spanning te houden, want daar zorgt het ventiel zelf voor. Het is dan ook heel goed mogelijk te rijden zonder ventieldopje. 
Om de band te kunnen oppompen moet men de ventieldop van het ventiel halen.

## Soorten
Er bestaan verschillende soorten ventieldoppen. Vanouds, tot in de jaren 60, waren ze van metaal. De ventieldop die thans het meest voorkomt is van zwart plastic. Verder zijn er gekleurde metalen ventieldoppen en lichtgevende ventieldoppen.
Een groene dop wordt soms gebruikt om aan te geven dat een band niet met lucht is gevuld, maar met stikstof, zoals bij autobanden wel gebeurt. 